# Haplolepis
Eurylepsis, Mecolepsis
Genre
Haplolepis est un genre fossile de poissons à nageoires rayonnées de l’ordre également fossile des Palaeonisciformes qui ont vécu au cours du Bashkirien du Pennsylvanien inférieur du Carbonifère supérieur. 
Son espèce type est Haplolepis corrugata, dont des restes fossiles ont été mis au jour dans l’Ohio.

## Classification
Le genre Haplolepis est créé en 1892 par le paléontologue américain Samuel Almond Miller (d) (1837-1897),.

### Fossiles
Selon Paleobiology Database en 2023, une seule collection de fossiles est référencée et décrite en 1966 par le paléontologue et zoologiste britannique Brian Gardiner (1934-2021),. 

### Synonymes
- Eurylepis Newberry, 1856
- Mecolepis Newberry, 1856

## Liste des espèces
- † Haplolepis corrugata Newberry, 1856 − espèce type
- † Haplolepis granulata Newberry, 1856
- † Haplolepis minima Newberry, 1873
- † Haplolepis ornatissima Newberry, 1856

- † Haplolepis serrata Newberry, 1856

- † Haplolepis striolata Newberry, 1873
- † Haplolepis tuberculata Newberry, 1856

### Publication originale
- [1892] Samuel Almond Miller (d), First appendix to North American geology and palaeontology for the use of amateurs, students and scientists. Cincinnati, Ohio., vol. 1, 1892, 665-718 p. (OCLC 993362, DOI 10.5962/bhl.title.133644).